# 卡納島 (威斯康辛州)

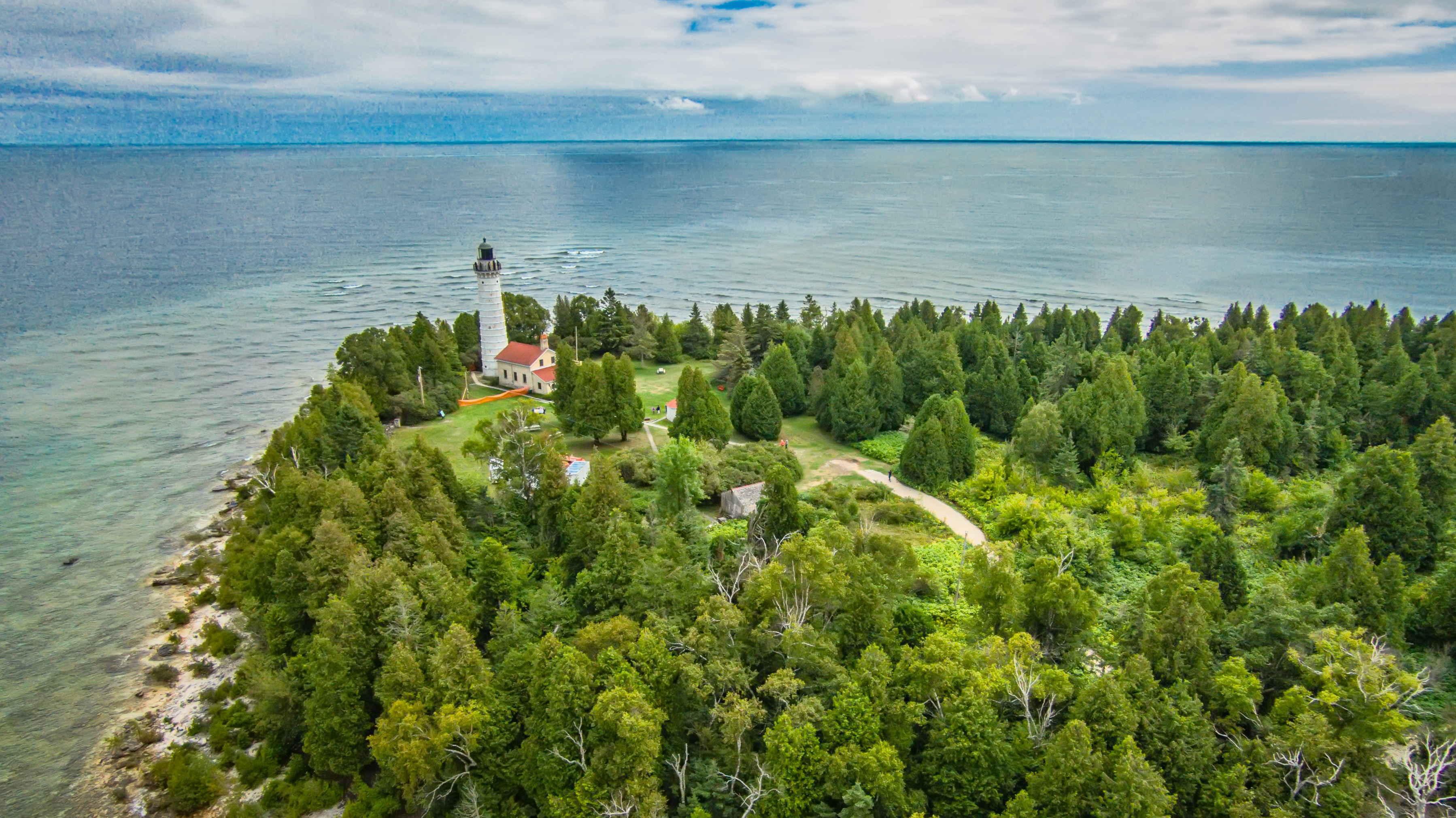
島上的燈塔

卡納島（Cana Island）是一座位於美國威斯康辛州多爾縣密歇根湖中的小島，也是小鎮克雷港的一部分。卡納島燈塔位於島上的東側，在水位低時卡納島和陸地以堤道連接，而堤道的狀況由當地管理的監視器監控。

## 地理
卡納島的面積約為24平方公里，最高海拔約為177.1公尺。